# Lomy u Švihůvku
Lomová jezírka u Švihůvku jsou pozůstatkem po jámových lomech na granodiorit nacházejících se na okraji Švihůvku po obou stranách silnice III. třídy č. 33770 spojující vesnice Švihůvek a Strkov. Těžba zde byla ukončena koncem 90. let 20. století, surovina byla hojně využívána pro výrobu velkých dlažebních kostek a zejména obrubníků.
Lom byl následně rekultivován, lomové jámy byly zatopeny čistou vodou a vzniklo zde romantické přírodní koupaliště. V okolí jsou četné pozůstatky po lomařských technologiích a provozech.

## Galerie

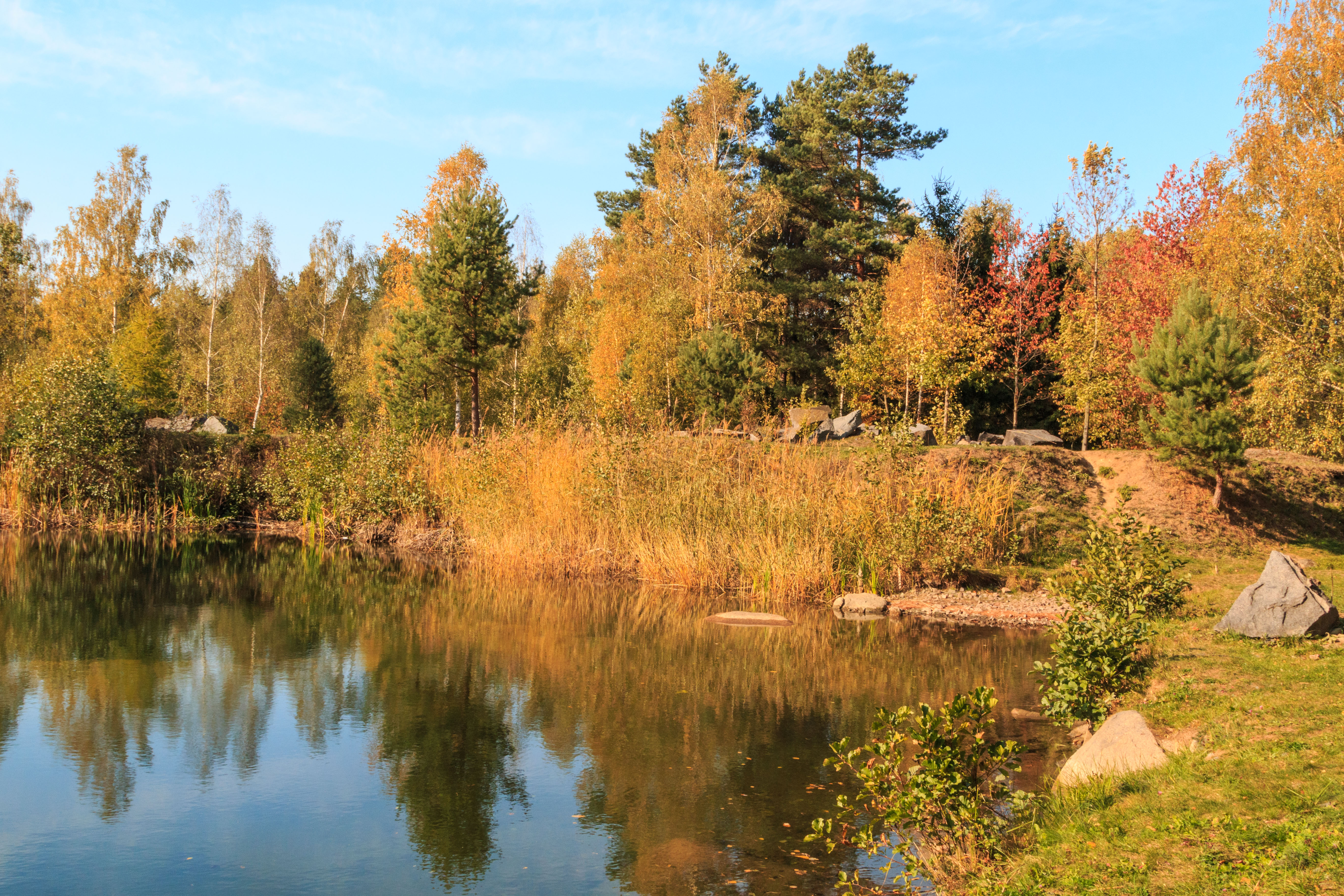
pohled na lomové jezírko II u Švihůvku
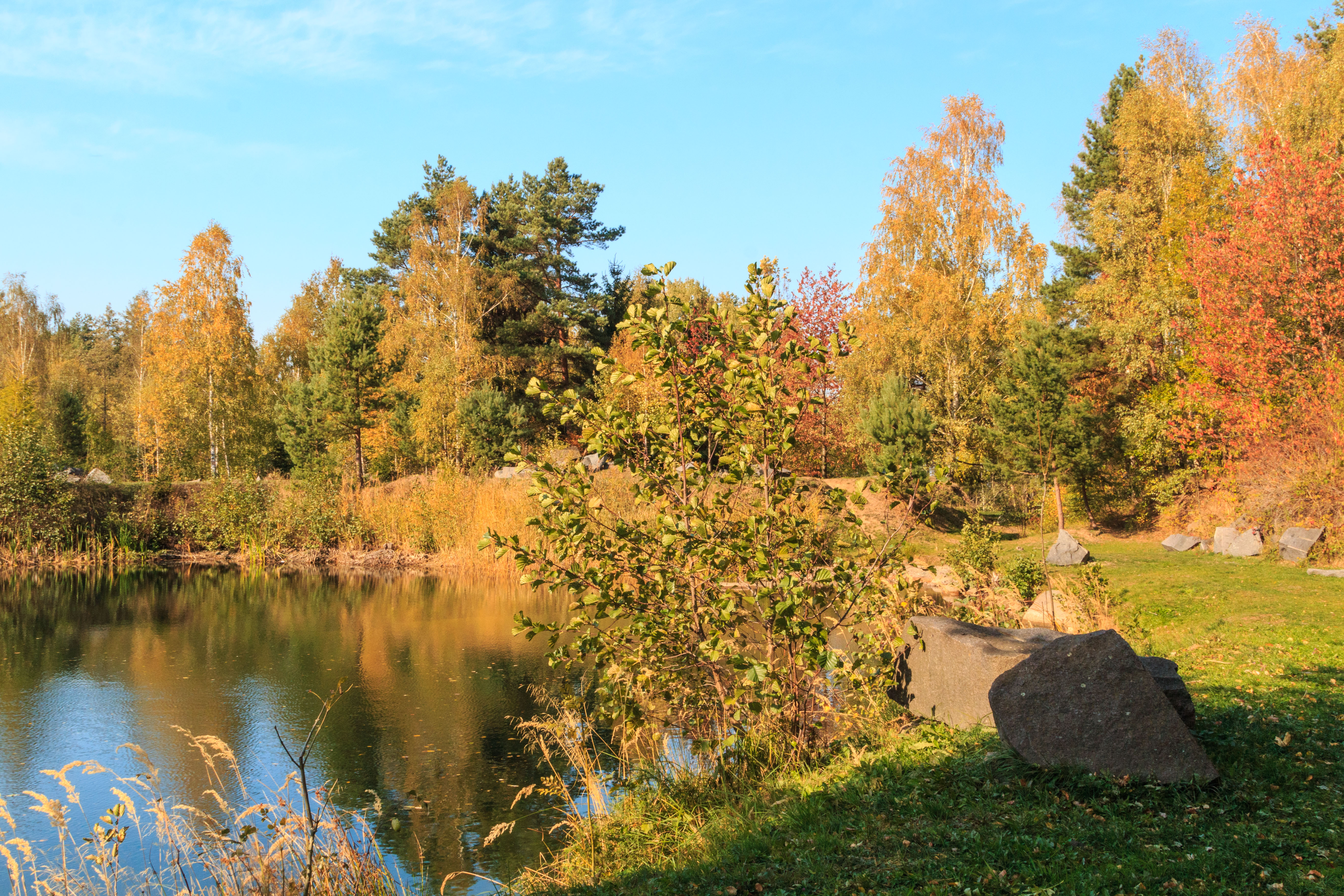
pohled na lomové jezírko II u Švihůvku
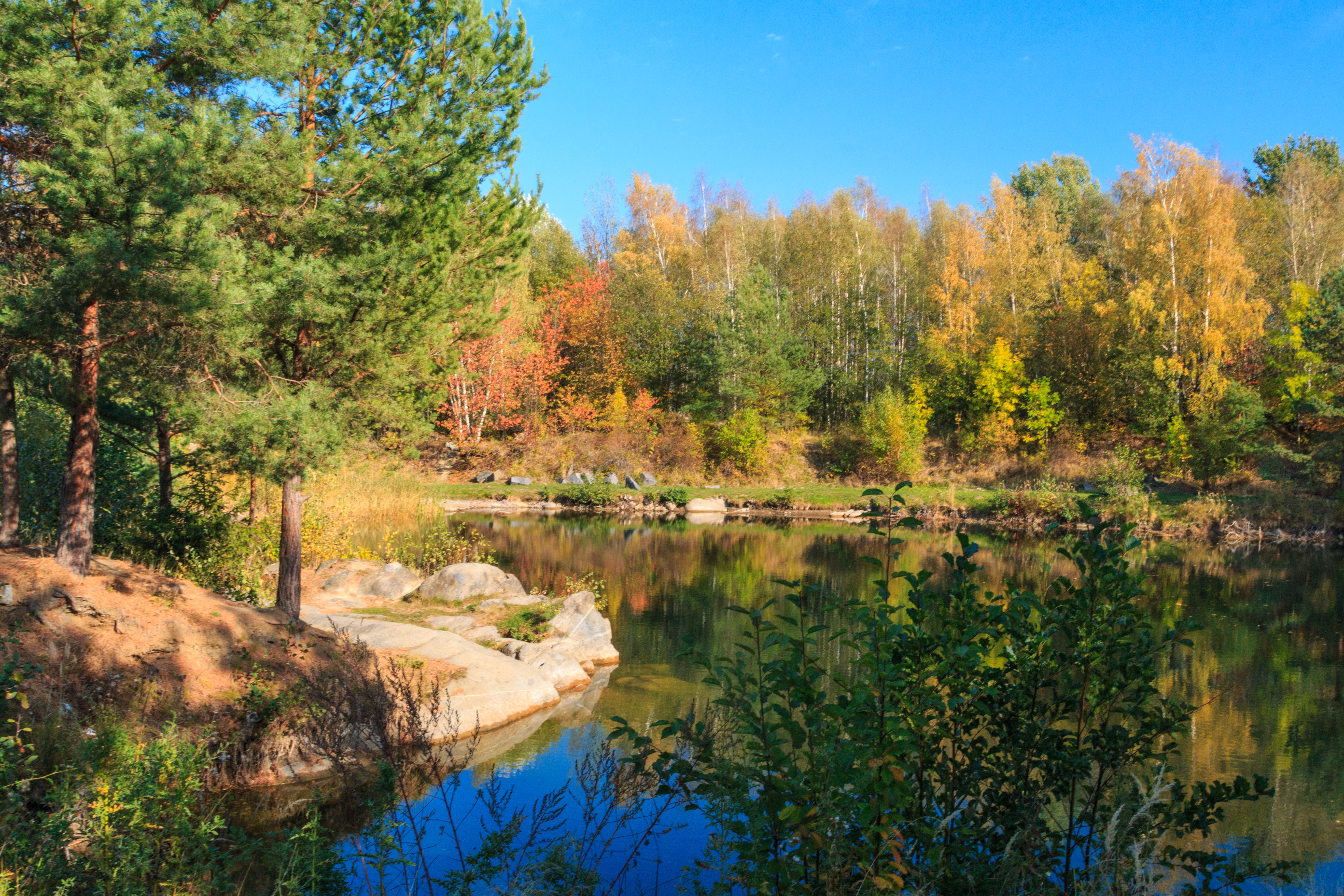
pohled na lomové jezírko I u Švihůvku
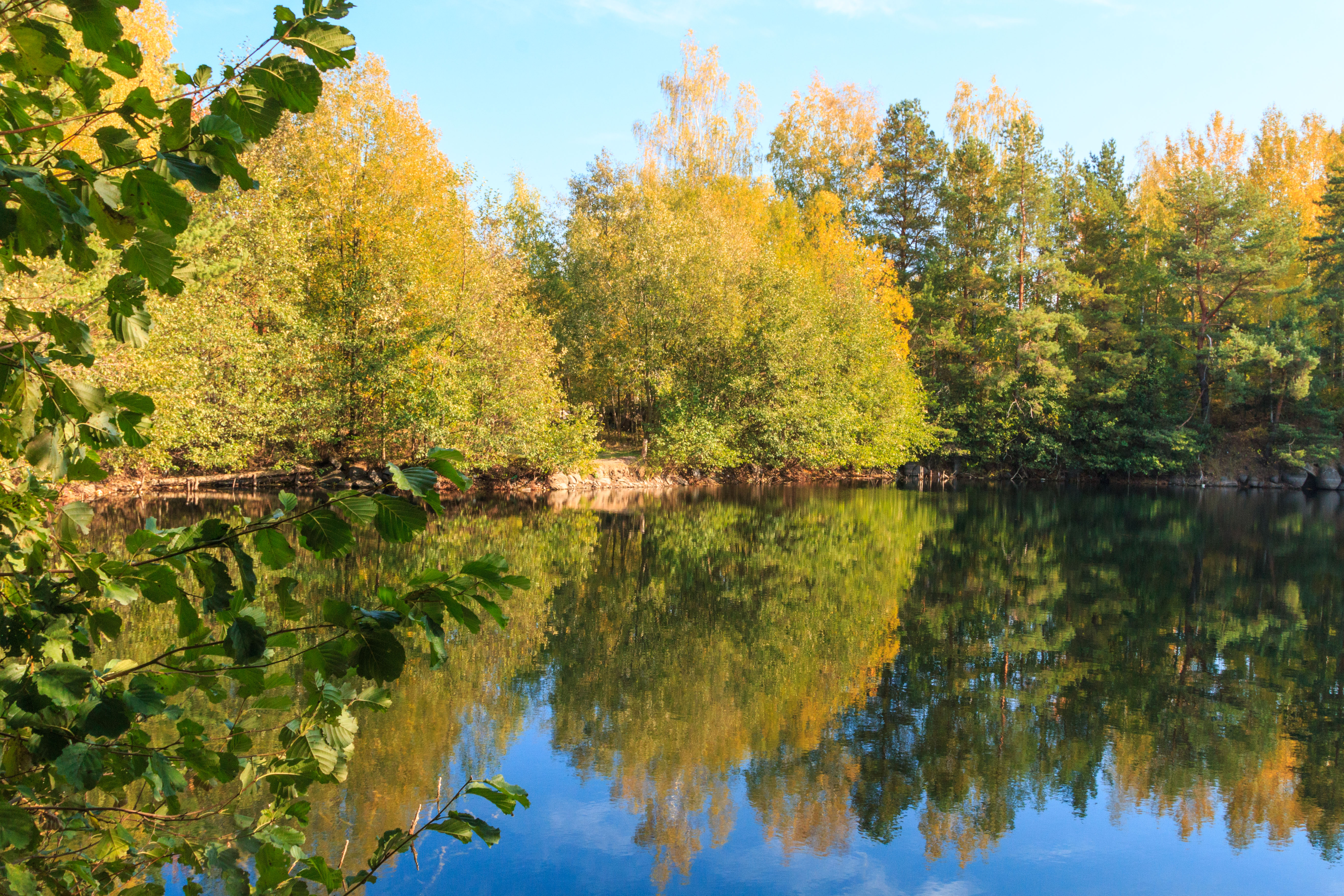
pohled na lomové jezírko I u Švihůvku
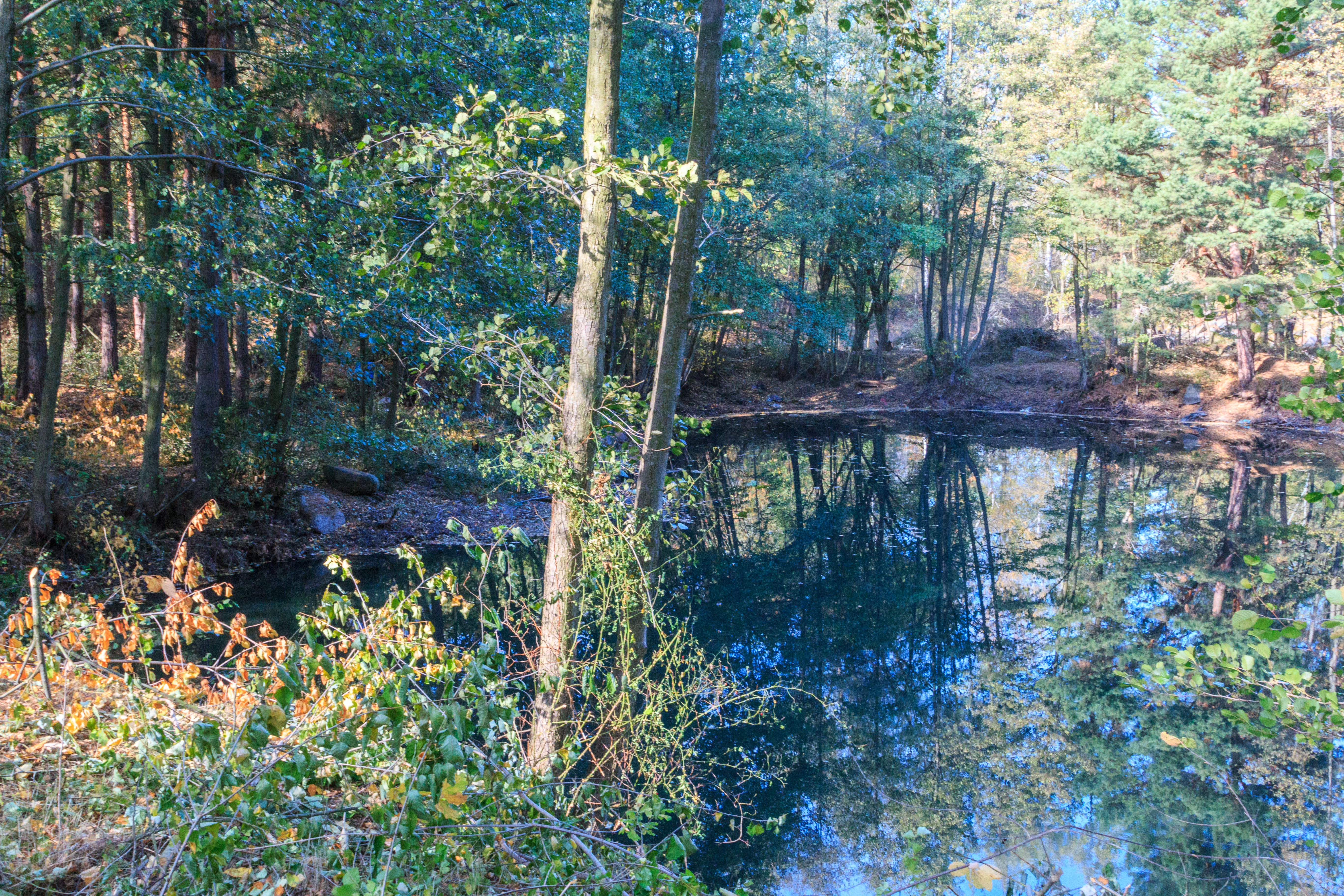
pohled na lomové jezírko III u Švihůvku
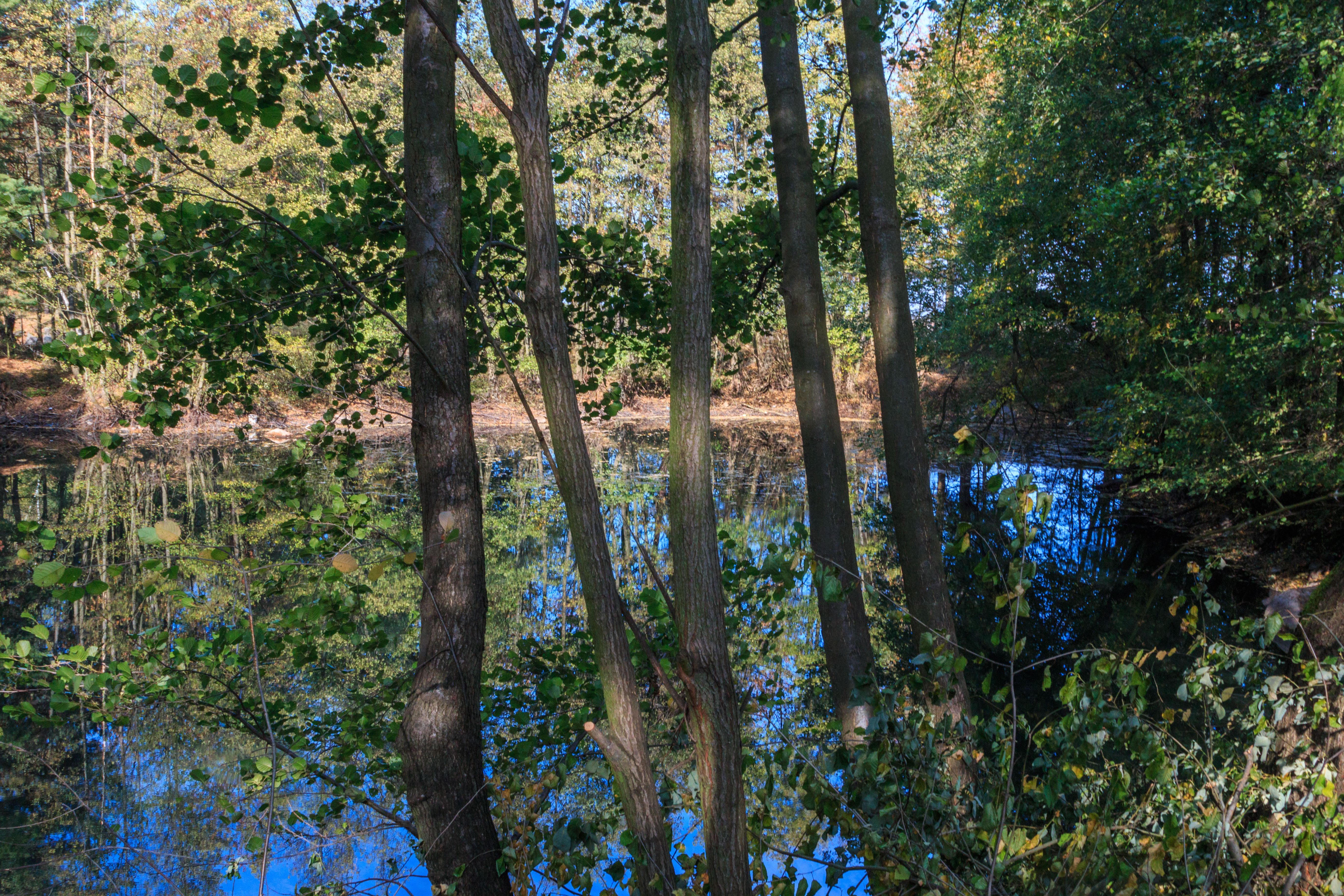
pohled na lomové jezírko III u Švihůvku